# Crazy in Love (album Itzy)
Crazy in Love – pierwszy album studyjny południowokoreańskiej grupy Itzy, wydany 24 września 2021 roku przez wytwórnię JYP Entertainment. Płytę promował singel „Loco”.

## Lista utworów
| CD  | CD                              | CD                                    | CD | CD                                                      | CD      |
| Nr  | Tytuł utworu                    | Tekst                                 | Kompozycja | Aranżacja                                               | Długość |
| --- | ------------------------------- | ------------------------------------- | --- | ------------------------------------------------------- | ------- |
| 1.  | „Loco”                          | Star Wars (Galactika)                 | Star Wars (Galactika), Atenna (Galactika), Woo Bin (Galactika)                                                                          | Team Galactika                                          | 3:11    |
| 2.  | „Swipe”                         | Jo Yoon-kyung                         | Ludvig Lindell, Josefin Glenmark, Oneye                                                                                                 | Ludvig Lindell                                          | 2:57    |
| 3.  | „Sooo Lucky”                    | Shim Eun-ji                           | Shim Eun-ji, Lee Min-young (EastWest), Yeul (1by1)                                                                                      | Shim Eun-ji, Lee Min-young (EastWest), Yeul (1by1)      | 3:22    |
| 4.  | „#Twenty”                       | Baek Geum-min (JamFactory), Earattack | Earattack, Charles "Chizzy" Stephens, Chan's, Eniac, Patricia K, Kim Bo-mi, April Bender                                                | Earattack, Charles "Chizzy" Stephens, Chan's            | 2:54    |
| 5.  | „B[oo]m-Boxx”                   | Jo In-ho (lalala studio)              | Ian Asher, Anne Judith Stokke Wik, Nermin Harambašić, Ronny Svendsen                                                                    | Ian Asher                                               | 3:13    |
| 6.  | „Gas Me Up”                     | Vacation                              | 250, Ylva Dimberg | 250                                                     | 2:29    |
| 7.  | „Love Is”                       | Choi Ji-yoon (153/Joombas)            | Harold Philippon, Kim Yeon-seo, Anne Judith Stokke Wik, Ronny Svendsen                                                                  | Alawn                                                   | 3:27    |
| 8.  | „Chillin' Chillin”              | Yoon Ye-ji                            | Young Chance, Shorelle, David Anthony Eames                                                                                             | Bangkok                                                 | 3:26    |
| 9.  | „Mirror”                        | Jo Yoon-kyung                         | Sebastian Thott, Rosanna Enér | Sebastian Thott                                         | 4:18    |
| 10. | „Loco” (English version)        | Star Wars (Galactika), Sophia Pae     | Star Wars (Galactika), Atenna (Galactika), Woo Bin (Galactika)                                                                          | Team Galactika                                          | 3:11    |
| 11. | „Dalla Dalla” (instrumental)    |                                       | Star Wars (Galactika), Atenna (Galactika)                                                                                               | Team Galactika                                          | 3:19    |
| 12. | „Icy” (instrumental)            |                                       | J.Y. Park "The Asiansoul", Cazzi Opeia, Ellen Berg Tollbom, Daniel Caesar, Ludwig Lindell, Ashley Alisha, Cameron Neilson, Lauren Dyson | J.Y. Park "The Asiansoul", Lee Hae-seul                 | 3:11    |
| 13. | „Wannabe” (instrumental)        |                                       | Star Wars (Galactika), Woo Bin (Galactika)                                                                                              | Team Galactika                                          | 3:11    |
| 14. | „Not Shy” (instrumental)        |                                       | Kobee, Charlotte Wilson | Kobee, Earattack, J.Y. Park "The Asiansoul"             | 2:57    |
| 15. | „In the Morning” (instrumental) |                                       | Lyre, J.Y. Park "The Asiansoul", Earattack, Kass, Lee Hae-sol                                                                           | Lyre, J.Y. Park "The Asiansoul", Lee Hae-sol, Earattack | 2:52    |
| 16. | „Loco” (instrumental)           |                                       | Star Wars (Galactika), Atenna (Galactika), Woo Bin (Galactika)                                                                          | Team Galactika                                          | 3:11    |

## Notowania
| Lista                                    | Pozycja |
| ---------------------------------------- | ------- |
| South Korean Albums (Circle)             | 1       |
| Belgian Albums (Ultratop Flanders)       | 26      |
| Belgian Albums (Ultratop Wallonia)       | 41      |
| Finnish Albums (Suomen virallinen lista) | 21      |
| Hungarian Albums (MAHASZ)                | 16      |
| Japanese Albums (Oricon)                 | 8       |
| Japan Hot Albums (Billboard Japan)       | 34      |
| UK Digital Albums (OCC)                  | 39      |
| US Billboard 200                         | 11      |
| US Independent Albums (Billboard)        | 1       |
| US World Albums (Billboard)              | 1       |

## Nagrody w programach muzycznych
| Program            | Data                 | Źródło |
| ------------------ | -------------------- | ------ |
| Music Bank (KBS2)  | 8 października 2021  | [ 11 ] |
| Inkigayo (SBS)     | 10 października 2021 | [ 12 ] |
| M Countdown (Mnet) | 14 października 2021 | [ 13 ] |

## Sprzedaż
| Kraj             | Sprzedaż |
| ---------------- | -------- |
| Korea Południowa | 608 345  |
| Japonia          | 24 115   |
| USA              | 22 000   |